# 比拉爾·雅欣
比拉爾·雅欣（1970年12月14日-）或稱比拉爾·葉欣。是一名巴基斯坦政治家，屬於巴基斯坦穆斯林聯盟（謝里夫派）。他在2013年5月至2018年5月期间担任旁遮普省议会议员和内阁成员。2008年至2013年，他一直是巴基斯坦国民议会的成员。也是旁遮普省議會的民选议员(2018-2023)。

## 早年生活
雅欣于1970年12月14日出生在拉合尔 的雅欣·佩哈尔万村，他是巴基斯坦前總理納瓦茲·謝里夫之妻库爾蘇姆·纳瓦兹·謝里夫的表亲。
雅欣于1990年毕业于旁遮普大学，拥有文学学士学位。

## 政治生涯
在2002年巴基斯坦大选中，雅欣从PP-139选区当选为巴基斯坦穆斯林联盟（謝里夫派）候选人，进入旁遮普省议会。 他获得了17,171张选票，击败了巴基斯坦人民党候选人乔杜里·莫哈末·阿斯加。
雅欣在2008年巴基斯坦大选中以巴基斯坦穆斯林聯盟（謝里夫派）候选人的身份从NA-120选区当选为巴基斯坦国民议会议员。 他获得了65946张选票，击败了競爭對手傑汉吉·巴德。隨後雅欣获得44670张选票，击败了巴基斯坦正义运动党(PTI)候选人马扎伊克巴。 2013年6月，他进入旁遮普省首席部长夏巴兹·谢里夫的省内阁，并被任命为旁遮普省食品部部长。
雅欣在2018年巴基斯坦大选中再次当选为PP-150选区的巴基斯坦穆斯林聯盟（謝里夫派）候选人，进入旁遮普省议会。

## 人物事件
2021年12月，雅欣遭到未遂暗殺，兇手隨後被補。